# 白原戰役
白原戰役（英語：Battle of White Plains），是美國獨立戰爭期間英國與美國之間的一場戰鬥，發生於1776年10月28日。
在基普灣登陸戰後一個月，北美英軍總司令威廉·何奧發動新一輪軍事行動，派軍登陸布朗克斯，試圖包圍駐守曼哈頓島的大陸軍。由於何奧在沛爾岬之戰受到大陸民兵阻延，行軍有所延誤，使喬治·華盛頓及時調走主力部隊，北上白原市的山地佈防。何奧得悉華盛頓之動向，亦暫時擱置包圍，派軍北上迎擊。
經過數日準備，何奧在10月28日向大陸軍的側翼發動進攻，在山地爆發激戰。大陸軍敵擋不住，最終撤退到後方山地重新列陣。何奧重整軍勢後，嘗試引誘華盛頓前來決戰，但華盛頓堅守不出。結果何奧在11月初回師南方，包圍曼哈頓島，最終在11月16日引發華盛頓堡攻城戰。至於華盛頓則在11月初留下主力部隊於紐約州，自己帶著2,000人橫越哈德遜河，最後在11月14日抵達華盛頓堡對岸的李堡。

## 背景
1776年9月基普灣登陸戰後，英軍佔據紐約市，並與駐守哈林高地的大陸軍僵持。到10月12日，北美英軍總司令威廉·何奧發動新一輪攻勢，在布朗克斯窄頸登陸，嘗試從後包抄曼哈頓島。不過何奧的包抄計劃，卻因地圖有誤及民兵狙擊，而輾轉受阻。18日何奧改為於沛爾岬登陸，再次遭到民兵攔截狙擊，是為沛爾岬之戰。這些意外使到何奧無法及時包圍曼哈頓。
喬治·華盛頓在10月12日，已得悉何奧派軍登陸窄頸，勢將包抄曼哈頓島，決定召開軍事會議商討。會議召開前夕，大陸軍的指揮階層出現變動：於長島會戰被俘的斯特靈勳爵及約翰·沙利文獲得交換，重返指揮之列；至於查理斯·李少將也在14日由南方返回，復任大陸軍的副司令。由於華盛頓屢戰屢敗，李的聲望大有蓋過華盛頓之勢；李也私下向霍雷肖·蓋茨少將寫信，批抨華盛頓治兵無方，應該及早辭職，由自己取而代之。不過華盛頓對此並不知情，更在14日將憲法堡更名為李堡，以示尊重。
10月16日，大陸軍召開軍事會議。會上各個將軍都意識曼哈頓島即將被英軍包圍，且華盛頓堡及李堡已不足以阻止英國軍艦進入哈德遜河，必須向北突破。不過，與會者又幾乎全數贊同留守華盛頓堡，以干擾哈德遜河兩岸之間的通訊，只有喬治·克林頓准將反對。結果，華盛頓親自帶主力部隊北上，到白原市的高地佈防，而華盛頓堡則交由彌敦內爾·格連的1,000人防守。格連的部隊後來陸續增加至3,000人。
10月16日至23日，大陸軍帶同輜重，趕往白原市。雖然英軍在18日便已登陸沛爾岬，並得悉華盛頓正前往白原市，不過何奧卻下令軍隊緩慢前進，以免遭到民兵於道路兩旁的石牆伏擊。10月24日，何奧的軍隊終於抵達白原市南面的新羅謝爾。
在何奧抵埗前一日（10月23日），華盛頓的軍隊開始抵達白原市，並在山地佈防。白原市的山地呈東西走向，面向南方。至於布朗斯河則發源於山地北面，並向南流動，將山地分為東西兩翼，其中西翼的查特頓山（Chatterton Hill）為山地的高點，且頂峰又有平地，可以居高臨下攻擊白原市，在戰術上甚為重要。華盛頓先在山地東翼建造了兩道延綿3英里（4.8公里）的戰壕，然後派民兵守備西翼的查特頓山。
正當大陸軍開始佈防之際，何奧的軍隊在10月25日離開新羅謝爾，到史卡斯岱駐紮。史卡斯岱位於布朗斯河東岸，既有山道通往北面的白原市戰壕，亦有一條道路通往西北面的查特頓山。何奧幾經考慮後，把軍隊分成三部分：亨利·克林頓負責指揮英軍右翼，何奧負責中央，而黑森將軍利奧波德·菲力·馮·海斯特則負責左翼。整支英軍將集中攻打查特頓山，而非正面攻擊白原市。

## 交戰
10月28日上午，英軍開始向查特頓山推進。當時華盛頓正在白原視察地勢，趕忙派兵到查特頓山增援。他先派約瑟·史賓塞的1,500名康涅狄格民兵出發，到布朗克斯河岸迎擊；而亞歷山大·麥道格爾則帶領1,600名民兵從後支援。
史賓塞的民兵一度橫過布朗克斯河，以一道石牆為據點，與約翰·拉爾指揮的黑森先鋒部隊交火。當克林頓的英軍加入戰團後，史賓塞便寡不敵眾，在山上守軍掩護下撤回對岸。拉爾的黑森步兵乘勢上前攻山，卻反遭民兵擊退，只好退到南方的一座山丘重整，而其他英軍的攻勢也因此暫停。
首輪攻勢失敗後，黑森部隊調動炮兵上前，然後向山上炮擊，一度令到史賓塞的民兵潰散而逃。幸好麥道格爾的援軍及時抵達，集結潰散部隊，又在山地重組防線。
何奧與其他將軍商討後，決定派軍隊從兩面夾攻，由拉爾及亞歷山大·列斯利的士兵攻打大陸軍右翼，卡爾·馮·多諾普上校發動正面進攻。然而，多諾普的黑林士兵卻因故不願渡河，使到列斯利的英軍變相成為先鋒。在拉爾的夾擊之下，大陸軍的右翼逐漸崩潰，而中央的大陸民兵也被迫向後撤退。大陸軍撤退期間，雙方的戰事非常緊湊，各自有大量人員傷亡，不過大陸軍並沒有陷入潰散，而英軍佔領山地後也沒有繼續追擊。戰鬥在當日稍後因此結束。

## 後續影響
白原戰役結束後，華盛頓與何奧的軍隊一度對峙。何奧在10月29日等待更多援軍，預備發動總攻。不過31日戰場卻下起滂沱大雨，而華盛頓則再次乘夜撤退。11月1日早上，華盛頓的軍隊已經在北堡的高地建立防線。何奧起初打算引誘大陸軍出擊，但大陸軍卻又預計英軍會主動攻擊，而死守不出。局勢僵持數日後，何奧在11月3日揮軍南下，前往包圍曼哈頓島，令華盛頓等人大為意外。同月16日英軍發動華盛頓堡攻城戰，俘虜大陸軍3,000人，使大陸軍再次受挫。至於華盛頓則派近10,000人留守紐約州，自己在11月10日帶走2,000人，並且橫越哈德遜河，最後在11月14日抵達李堡。
與此同時，蓋伊·卡爾頓爵士已在10月11日於瓦庫爾島戰役取勝，並且佔領皇冠岬堡，大有從尚普蘭湖南下哈德遜河之勢。不過由於寒冬來臨，卡爾頓在10月底下令撤回英屬魁北克省，使何奧無法從南北兩面夾攻華盛頓。